# Makowice (województwo zachodniopomorskie)
Makowice (niem. Mackfitz) – wieś sołecka w północno-zachodniej Polsce, położona w województwie zachodniopomorskim, w powiecie gryfickim, w gminie Płoty.
W miejscowości znajduje się lotnisko Płoty, wieś jest połączona z miastem Płoty poprzez drogę powiatową nr 0147Z.
W latach 1975–1998 miejscowość administracyjnie należała do województwa szczecińskiego.
W 2002 roku wieś (z przysiółkiem Makowiska) liczyła 14 mieszkalnych budynków, w nich 21 mieszkań ogółem, w tym 19 zamieszkane stale. Z tych 19 mieszkań było 10 wybudowanych przed 1918 rokiem, 6 – między 1945 a 1970 i 3 – między 1979 a 1988.
Od 99 osób 29 było w wieku przedprodukcyjnym, 43 – w wieku produkcyjnym mobilnym, 20 – w wieku produkcyjnym niemobilnym, 7 – w wieku poprodukcyjnym. Od 79 osób w wieku 13 lat i więcej 13 mieli wykształcenie średnie, 31 – zasadnicze zawodowe, 32 – podstawowe ukończone i 3 – podstawowe nieukończone lub bez wykształcenia.

## Ludność[2]
W 2011 roku w miejscowości żyło 97 osób, z nich 54 mężczyzn i 43 kobiet; 23 było w wieku przedprodukcyjnym, 43 – w wieku produkcyjnym mobilnym, 22 – w wieku produkcyjnym niemobilnym, 9 – w wieku poprodukcyjnym.